# Lagunilla del Encinal
Lagunilla del Encinal är en ort i Mexiko.   Den ligger i kommunen Uriangato och delstaten Guanajuato, i den centrala delen av landet, 220 km väster om huvudstaden Mexico City. Lagunilla del Encinal ligger 2 259 meter över havet och antalet invånare är 186.
Terrängen runt Lagunilla del Encinal är huvudsakligen lite kuperad. Lagunilla del Encinal ligger uppe på en höjd. Runt Lagunilla del Encinal är det ganska tätbefolkat, med 166 invånare per kvadratkilometer. Närmaste större samhälle är Uriangato, 9,2 km väster om Lagunilla del Encinal. I omgivningarna runt Lagunilla del Encinal växer huvudsakligen savannskog.